# جزيرة ساباككاتان
جزيرة ساباككاتان وهي جزيرة من جزر إندونيسيا، وتقع في إقليم كالمنتان الشرقية.